# أكرم رشاد مكناس
أكرم رشاد مكناس (ولد في 29 مايو 1944 في طرابلس، لبنان) رجل أعمال بحريني لبناني بنمي. في عام 2014 اختير مكناس ثالث أقوى شخصية في مجال الإعلام العربي.

## النشأة والتعليم
وُلد مكناس في طرابلس بلبنان في 29 مايو 1944  في منطقة شعبية في لبنان ووالدته كانت مدرسة ومعلمة وأصبحت مديرة مدرسة في الضاحية ووالده تاجر ذهب.
درس إدارة الأعمال في الجامعة الدولية والجامعة الأميركية في بيروت.

## المسيرة المهنية
في عام 1968 بدأ تأسيس شركة في بيروت مع 7 من الأصدقاء من زملاء الدراسة ببيروت وأسسوا شركة إعلانات تمت تسميتها بروموسفن حين كان مهتم منذ دراسته في الجامعة الأمريكية ببيروت على مجال الإعلانات وتنظيم المتاحف وإقامة المعارض كما درس التجارة وتخصص التسويق. وأثناء مزاولة العمل التجاري تعرض لموقف غير متوقع وقرر شركائه التخلي عن الشركة فاضطر لدفع الديون المتراكمة على الشركة خشية أن يخسر اسمه في عالم التجارة الذي يعتبره رصيده الحقيقي مع الآخرين حيث أن الاسم يرتبط بالسمعة الطيبة في السوق. بعدها اسستمر مكناس مع آخر في النشاط التجاري بصورة مستقرة. وفي أعقاب الحرب الأهلية اللبنانية عام 1975 اضطر لمغادرة لبنان وبدأ مشوار الهجرة وكانت الشركة تضم نحو 40 موظف. وقد اختار البحرين لأنها تذكره كثيرا بلبنان والبحرينيون شعب مثقف خلاق واختار المنامة كمركز انطلاقة لمركز أعماله.
مما لاشك فيه أن مملكة البحرين مركز إشعاع إعلاني إعلامي ثقافي وبالرغم من أنه قد كانت هناك شركات كبرى بدأت انطلاقتها من البحرين وحينما تم الافتتاح الرسمي لمدينة دبي الإعلامية قررت بعض الشركات مغادرة البحرين والتمركز في دبي بينما مكناس فضل البقاء في البحرين الوادعة الغنية بناسها وشعبها وحكمة قيادتها وفي الوقت الراهن لديه بعض الفروع التي تم افتتاحها في دبي بغرض الانتشار وتوصيل الخدمات خارج البحرين. حاليا فإن الشركة تعتبر واحدة من ضمن أكبر 4 شركات إعلانية كما أنها الأكبر من حيث المساحة الجغرافية لأن خدماتها تغطي 18 دولة ويعمل ضمن شبكة الموظفين نحو 3500 شخص.
من أهم مشاريعه التحضير للافتتاح الكبير لمتحف سيقام بمقر الشركة الجديد في دبي تحت اسم «متحف تاريخ الصورة المتحركة». فكما هو معروف إنه منذ العصر الحجري يفكر الإنسان في خلق حركة في الصور الجامدة من حوله وسيكون هذا المتحف من أهم وأكبر المتاحف في العالم المتخصصة في هذا المجال حيث سيفتتح على مساحة 1000 متر مربع برعاية مدينة دبي الإعلامية وسيكون الأكبر من نوعه في العالم بعد المتحفين الموجودين حاليا في كل من إيطاليا وأسبانيا واللذين تمتلكهما وتديرهما حكومتي البلدين بينما متحف تاريخ الصورة المتحركة سيكون بتمويله وفكرته وإدارته الشخصية.أما بالنسبة لشركة مكناس للعقارات فمشاريعها تتمثل في امتلاك مطعم كاميلوت في العدلية والمطعم الأيرلندي ومطعم كورال بيتش بالنادي البحري وشركة مطاعم ليلا في دبي و30 مطعم ماكدونالدز في لبنان يعمل بها قرابة 1000 موظف. وعلى صعيد الإنشاءات والعقارات فقد أنشأ أبراج اللؤلؤ بالمنامة كمالكين ومطورين وحاليا يعمل على إنشاء 60 مسكن في منطقة الدير بالمحرق و300 شقة سكنية في ربوع لبنان إلى جانب عدد من مشاريع البناء والتعمير في دولة الإمارات.
يمتلك مجموعة من أكبر الشركات المعنية بتقديم خدمات الضيافة والترفيه في مملكة البحرين. يرأس مجلس إدارة شركة لبنان للوجبات السريعة التي تدير بالوكالة ماكدونالدز في لبنان. يمتلك شركة مكناس العقارية. شريك في عدد من المشاريع التجارية الاستثمارية والعقارية الكبرى. رئيس مجلس إدارة شركة البحرين للإنتاج السينمائي. من مؤسسي ومديري جمعية خريجي الجامعة الأميركية بيروت في البحرين. عين المستشار الفخري العام لجمهورية بنما. رئيس ومؤسس أدفيستا أرابيا. عين السفير الفخري لبرسبان.
معروف عن مكناس أنه جامع تحف ولديه شغف باقتناء التحف الفنية وهو يقتني مجموعة كبيرة من الأفلام ومعدات التصوير الفوتوغرافي والصناديق الموسيقية والباردون والساعات التي يعود تاريخها إلى بدايات منتصف القرن التاسع. ويمتلك أيضا مجموعة تتكون من خمس وعشرين سيارة تراثية يرجع تاريخ صنع بعضها إلى عام 1924. والمهم في ذلك أن السيارات كلها تعمل بصورة جيدة ويتم استخدامها بين الفينة والأخرى أو عرضها في المناسبات الخاصة وفي معارض الفورمولا واحد التي تقام قبل بدء فعاليات السباق.

## الجوائز والتكريمات
- جائزة أفضل مواطن (1962) من إنترناشينال كولدج في بيروت.
- جائزة عن شركة الشرق/ اليوم الذهبي للإبداع في لبنان (1975).
- جائزة غولدن ميركوري إنترناشونال للمساهمة في تنمية وتطوير صناعة الإعلان في البحرين (1978).
- شهادة البحرين للأهلية من وزارة الإعلام (1981).
- ميدالية وزير الإعلام البحريني لمساهمته في الإعلان العام (1983).
- جائزة ستار جيزر من شركة الشرق الأوسط الإذاعية (1996).
- ميدالية تقديرية للعاملين في المجال الإعلاني في دول مجلس التعاون الخليجي في نهاية توليه منصب نائب رئيس المجلس في مارس 2004.
- جائزة شرف تقديرية لمساهمته الفعالة ودعمه لجمعية خريجي الجامعة الأميريكية في بيروت (2007).
- تنصيبه سفيرا فخريا لبرسبان، كوينز أيلاند اعتبارا من 30 يناير 2007.

## الحياة الشخصية
متزوج ولديه عدة أبناء منهم طارق. أخته هي بارعة مكناس إعلامية وصحافية لبنانية ومحللة سياسية مقيمة في لندن ووالدته أمل كلوني.